# Batalha de Koshu-Katsunuma

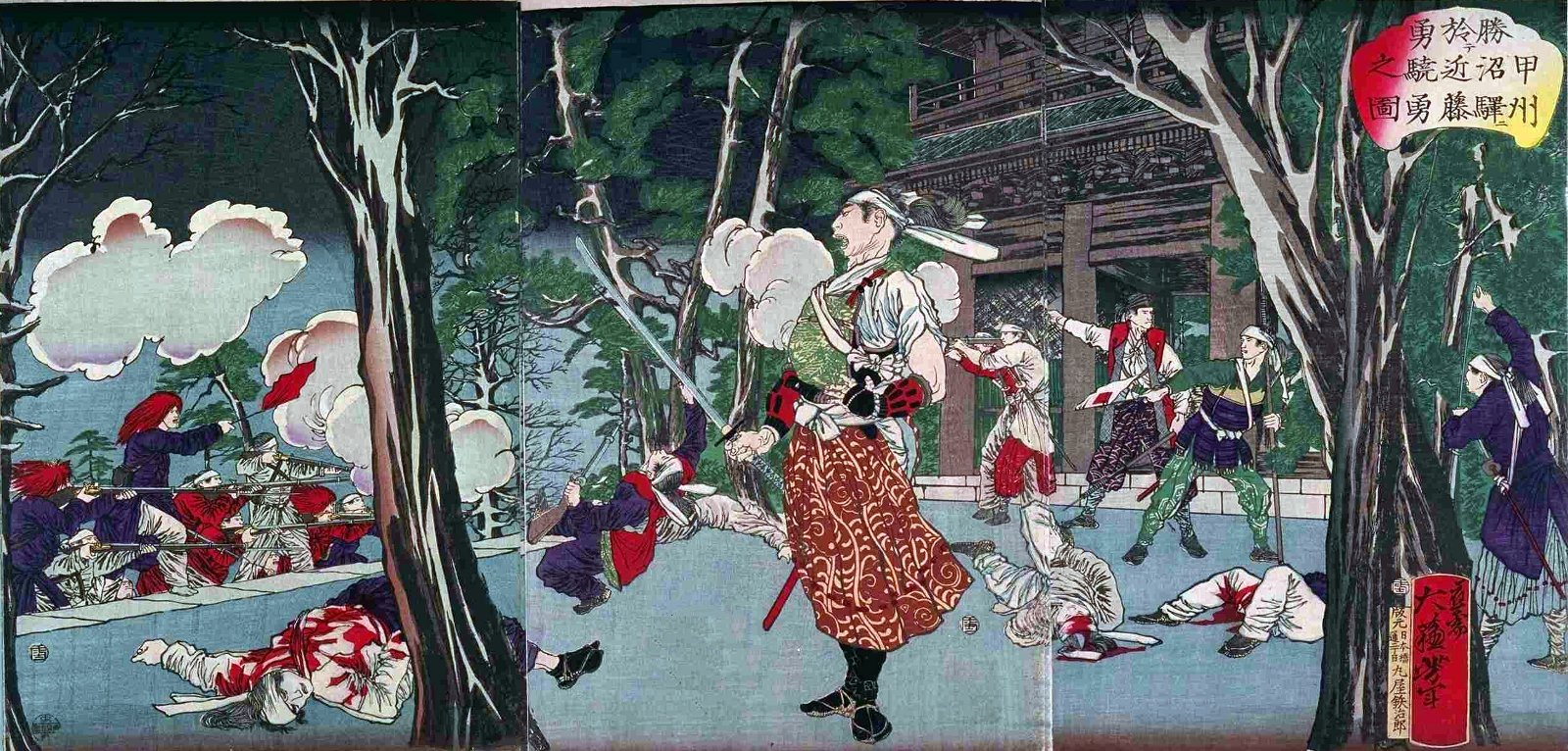
Kondo Isami na Batalha de Koshu-Katsunuma.

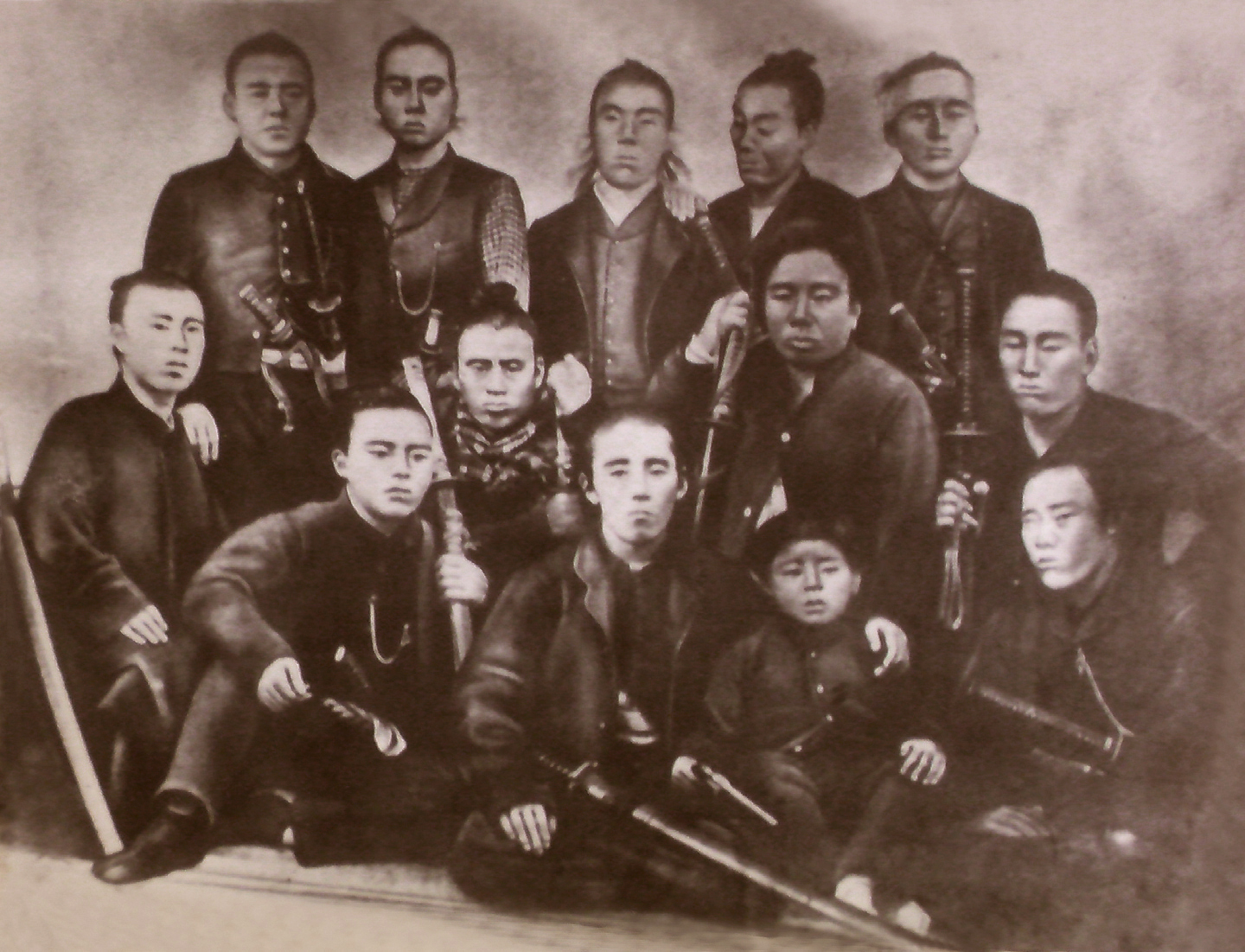
Tosa Jinshotai (迅衝隊) (Da esquerda na linha inferior: Ban Gondayu, Itagaki Taisuke, Tani Otoi (jovem rapaz), Yamachi Motoharu. Da esquerda na linha do meio: Tani Shigeki (Sinbei), Tani Tateki (Moribe), Yamada Kiyokado (Heizaemon), Yoshimoto Sukekatsu (Heinosuke). Da esquerda na linha superior: Kataoka Masumitsu (Kenkichi), Manabe Masayoshi (Kaisaku), Nishiyama Sakae, Kitamura Shigeyori (Chobei), Beppu Hikokuro.)

A Batalha de Koshu-Katsunuma (Japonês:甲州勝沼の戦い) ocorreu entre as forças pro-imperiais e as forças xogunais durante a Guerra Boshin no Japão. Apenas 300 combatentes lutaram contra os soldados do lado imperial que tinha uma força de 3000 soldados. O conflito deu-se a seguir à batalha de Toba-Fushimi, a 29 de março de 1868. A derrota absoluta das forças xogunais foi confirmada.